# Attilio Brilli
Attilio Brilli (Sansepolcro, 29 marzo 1936) è un anglista, critico letterario e traduttore italiano, storico della letteratura di viaggio.

## Biografia
Professore ordinario di Letteratura angloamericana all'Università di Siena e di Arezzo, si è occupato di letteratura anglofona (in particolare Swift e la satira inglese, Stevenson, James, Ruskin e altri scrittori inglesi, scozzesi, irlandesi e statunitensi), ma soprattutto di memorie di viaggio e del mito del grand tour, diventando uno dei più esperti e prolifici ricercatori nel campo della letteratura di viaggio. È stato presidente della Fondazione Museo civico di Sansepolcro. Ha collaborato a riviste come "Studi urbinati di storia, filosofia e letteratura" e alle pagine culturali di giornali, come "Il Sole 24 Ore".

## Opere
- Satira e mito nei Paralipomeni leopardiani, Urbino: Argalia, 1968
- Il gioco del Don Juan. Byron e la satira, Ravenna: Londo, 1971
- Swift o dell'anatomia, Firenze: Sansoni, 1974
- Borgo San Sepolcro. La città di Piero della Francesca, Sansepolcro: Comune, 1979; Torino: Eri, 1990; Milano: Electa, 1997
- Il viaggio in Italia. Storia di una grande tradizione culturale dal XVI al XIX secolo, Merate: Banca Briantea, 1987; Milano: Silvana, 1989
- Voyageurs français en terre siennoise, Roma: Monte dei paschi di Siena, 1987
- Alla ricerca degli itinerari perduti, Milano: Silvana, 1988
- Il petit tour. Itinerari minori del viaggio in Italia Milano: Silvana, 1988
- Le città ritrovate. Alla ricerca dello spirito del luogo, Milano: Banca popolare di Milano, 1989
- Alla ricerca di Piero, I. Guida all'itinerario pierfrancescano in Toscana, Milano: Electa, 1990
- Alla ricerca di Piero, II. Guida all'itinerario pierfrancescano in Umbria, Marche, Emilia Romagna, Milano: Electa, 1991
- Arte del viaggiare. Il viaggio materiale dal XVI al XIX secolo, Milano: Silvana, 1992
- Alla ricerca di Piero della Francesca Milano: Electa, 1994 (nuova ed. dei 2 precedenti riuniti)
- Itinerari del manierismo in Toscana, Milano: Silvana, 1994
- Quando viaggiare era un'arte. Il romanzo del grand tour, Bologna: Il mulino, 1995
- Loreto e l'Europa. La "città felice" negli itinerari dei viaggiatori stranieri, Loreto: Cassa di risparmio di Loreto, 1996
- "Swift e la satira", in Franco Marenco (a cura di), Storia della civiltà letteraria inglese, vol. II, Torino: Utet, 1996
- Viaggiatori stranieri in terra di Lucca, Lucca: Cassa di risparmio di Lucca, 1996
- Il viaggiatore immaginario. L'Italia degli itinerari perduti, Bologna: Il mulino, 1997
- La vita che corre. Mitologia dell'automobile, Bologna: Il mulino, 1999
- In viaggio con Leopardi, Bologna: Il mulino, 2000
- Un paese di romantici briganti. Gli italiani nell'immaginario del grand tour, Bologna: Il mulino, 2003
- Viaggi in corso. Aspettative, imprevisti, avventure del viaggio in Italia, Bologna: Il mulino, 2004
- Alla ricerca degli eremi francescani fra Toscana, Umbria e Lazio (con Simonetta Neri), Montepulciano: Le Balze, 2006
- Il viaggio in Italia. Storia di una grande tradizione culturale, Bologna: Il mulino, 2006
- Il viaggio in Oriente, Bologna: Il mulino, 2009
- Il viaggio della capitale. Torino, Firenze e Roma dopo l'unità d'Italia Torino: Utet, 2010
- Dove finiscono le mappe. Storie di esplorazione e di conquista, Bologna: Il mulino, 2012
- Mercanti avventurieri. Storie di viaggi e di commerci, Bologna: Il mulino, 2013
- Gerusalemme, La Mecca, Roma. Storie di pellegrinaggi e di pellegrini, Bologna: Il mulino, 2014
- Il grande racconto del viaggio in Italia. Itinerari di ieri per viaggiatori di oggi, Bologna: Il mulino, 2014
- Quando Firenze divenne capitale 1865-1871, Argelato: Minerva, 2014
- Il grande racconto dei viaggi d'esplorazione, di conquista e d'avventura, Bologna: Il mulino, 2015
- Il grande racconto delle città italiane, Bologna: Il mulino, 2016
- Sulle tracce di san Francesco. Dalla Verna alla Valle Santa (con Simonetta Neri), Bologna: Il mulino, 2016
- Gli ultimi viaggiatori nell'Italia del Novecento, Bologna: Il mulino, 2018
- Le viaggiatrici del Grand Tour. Storia, amori, avventure (con Simonetta Neri), Bologna: Il mulino, 2019
- Il grande racconto del favoloso Oriente, Bologna: Il mulino, 2020
- Venere seduttrice. Incanti e turbamenti del viaggiatore, Bologna: Il mulino, 2022
- Le vie del Grand Tour, collana Ritrovare l'Europa, Bologna, Il mulino, 2025.
- Storie segrete del viaggio in Italia, Bologna: Il mulino, 2025.

### Curatele e traduzioni
- Introduzione a James Joyce, Gente di Dublino, Milano: Rizzoli, 1961
- Lord Byron, Beppo, racconto veneziano, Parma: Studium, 1972
- Jonathan Swift, I viaggi di Gulliver, Milano: Garzanti, 1975
- Introduzione a Jonathan Swift, Una modesta proposta e altre satire, Milano: Rizzoli, 1977
- Jonathan Swift, Lo spogliatoio della signora e altre poesie, Torino: Einaudi, 1977
- Introduzione a Lewis Carroll, Alice nel paese delle meraviglie, Milano: Rizzoli, 1978
- Introduzione a Geoffrey Chaucer, I racconti di Canterbury, Milano: Rizzoli, 1978
- Introduzione a William Wordsworth e Samuel Coleridge, Ballate liriche, Milano: Mondadori, 1979
- La satira. Storia, tecniche e ideologie, Bari: Dedalo, 1979
- Premessa a Edgar Allan Poe, Racconti, Milano: Rizzoli, 1980
- Joseph Sheridan Le Fanu, Carmilla, Palermo: Sellerio, 1980
- Robert Louis Stevenson, Le nuove Mille e una notte, Milano: Mondadori, 1980
- Premessa a Thomas Hardy, Tess dei d'Uberville, Milano: Rizzoli, 1980
- Introduzione a Charles Dickens, Le avventure di Oliver Twist, Milano: Rizzoli, 1981
- Jonathan Swift, A una giovane signora, sul matrimonio, Milano: Serra e Riva, 1981
- Apparati critici in Thomas Hardy, Giuda l'oscuro, Milano: Rizzoli, 1981
- Introduzione a Jules Barbey d'Aurevilly, Lord Brummell e il dandismo, Palermo: Sellerio, 1981
- Apparati critici a Daniel Defoe, Fortune e sfortune della famosa Moll Flanders, Milano: Rizzoli, 1981
- Nota in Laurence Sterne, Per Elizia, Palermo: Sellerio, 1981
- Robert Burton, Malinconia d'amore, Milano: Rizzoli, 1981; Roma: Castelvecchi, 2019
- Walter Scott, Lo specchio di zia Margaret, Milano: Serra e Riva, 1982
- Lord Byron, Don Juan, Milano: Mondadori, 1982
- Nota in Henry James, Il patto col fantasma, Palermo: Sellerio, 1982
- La malinconia nel Medio Evo e nel Rinascimento, Urbino: Quattro Venti, 1982
- John Ruskin, Le pietre di Venezia, Milano: Mondadori, 1982
- Vernon Lee, Possessioni, Palermo: Sellerio, 1982
- Washington Irving, Racconti per una sera d'inverno, Milano: Serra e Riva, 1982
- Robert Louis Stevenson, Racconti, romanzi e saggi, Milano: Mondadori (collana I Meridiani), 1982
- Introduzione a Richard Jefferies, Dove un tempo era Londra, Milano: Serra e Riva, 1983
- Lafcadio Hearn, Kwaidan. Storie di spettri giapponesi, Milano: Il Saggiatore, 1983
- Introduzione a Nathaniel Hawthorne, La lettera scarlatta, Milano: Rizzoli, 1983
- James Macpherson, Le poesie di Ossian, Milano: Mondadori, 1983
- George Meredith, La vicenda del generale Ople e di Lady Camper, Palermo: Sellerio, 1983
- John Ruskin, Mattinata fiorentina, Milano: Mondadori, 1984; Milano: SE, 2016
- Henry James, Ore italiane, Milano: Garzanti, 1984
- John William Polidori, Il vampiro, Genova: Il melangolo, 1984; Roma: Elliot, 2017
- Robert Louis Stevenson, Gli accampati di Silverado, Pordenone: Studio tesi, 1985
- Introduzione a Gilbert Keith Chesterton, Il bello del brutto, Palermo: Sellerio, 1985
- Dalla satira alla caricatura. Storia, tecniche e ideologie della rappresentazione, Bari: Dedalo, 1985
- Grandi viaggiatori in terra di Arezzo, Arezzo: Banca popolare dell'Etruria, 1985
- William Blundell Spence, Guida alla città dei Granduchi. Luoghi celebri di Firenze, Arezzo: Banca popolare dell'Etruria, 1985; Città di Castello: Edimond, 1997
- Livorno granducale. La citta, il porto e i suoi contorni, Arezzo: Banca popolare dell'Etruria e del Lazio, 1985; Città di Castello: Edimond, 1997
- Nota a Wilkie Collins, Tre storie in giallo, Palermo: Sellerio, 1985
- John Ruskin, Viaggi in Italia 1840-1845, Milano: Nextam, 1985; Milano: Mondadori, 2002; Firenze: Passigli, 2018
- Cortona nelle pagine di grandi viaggiatori stranieri, Cortona: Banca popolare di Cortona, 1986
- Gilbert Keith Chesterton, La saggezza di padre Brown, Milano:  Rizzoli, 1986
- Jonathan Swift, Istruzioni ai domestici, Milano: Rizzoli, 1987
- Premessa a Walter Scott, Ivanhoe, Milano: Rizzoli, 1988
- Nota a Thomas Browne, Religio medici, Palermo: Sellerio, 1988
- Introduzione a Joseph Conrad, Nostromo, Milano: Rizzoli, 1989
- Introduzione a T. S. Eliot, Quattro quartetti, Milano: Garzanti, 1989
- Introduzione a Israel Zangwill, Racconti del ghetto, Parma: Guanda, 1989, n.ed. 2014
- Horace Walpole, Racconti geroglifici, Roma: Theoria, 1989
- Foreword in D. H. Lawrence, Sea and Sardinia, London: Olive Press, 1989
- Washington Irving, Storie di briganti italiani, Palermo: Sellerio, 1989
- James Boswell, Viaggio in Corsica, Palermo: Sellerio, 1989
- Introduzione a Robert Louis Stevenson, Lettere da Vailima (1890-1894), Milano: Mursia, 1990
- Introduzione a Washington Irving, Il libro degli schizzi, Milano: Rizzoli, 1990
- Abruzzo pittoresco. Viaggi dalla Marsica a Pescara, 1876-1918, Arezzo: Banca popolare dell'Etruria e del Lazio, 1991; Città di Castello: Edimond, 1997
- Introduzione a William Mitchell Gillespie, Un americano a Roma. Guida della città 1845, Arezzo: Banca popolare dell'Etruria e del Lazio, 1991; Città di Castello: Edimond, 1997
- Presentazione di Jonathan Swift e Esther Vanhomrigh, Il decano e Vanessa, Milano: Mursia, 1991
- Il gran Tour dell'Europa in automobile, Milano: Silvana, 1991
- Guida alla Città di Prato. Arte, storia, costumi, 1880, Arezzo: Banca popolare dell'Etruria e del Lazio, 1991; Città di Castello: Edimond, 1997
- Henry I. Simpson, Guida del cercatore d'oro della California 1848, Arezzo: Banca popolare dell'Etruria e del Lazio, 1991; Palermo: Sellerio, 1993
- Il viaggiatore raffinato. Itinerari romantici per viaggi d'oggi in Italia, Milano: Silvana, 1991
- Nota a Ernest Haycox, La diligenza per Lordsburg, Palermo: Sellerio, 1992
- Prefazione a Edith Wharton, Madame de Treymes, Firenze: Passigli, 1992
- Lo spirito della campagna toscana, Firenze: Istituto nazionale di credito agrario, 1992; Milano: Silvana, 1992
- Il viaggiatore raffinato. Itinerari romantici per viaggi d'oggi in Europa Milano: Silvana, 1992
- Introduzione a René Schneider, Viaggio a Perugia. La città del grifone e i suoi contorni 1905, Perugia: Comune, 1992; Città di Castello: Edimond, 1997
- Introduzione a Marianna Candidi Dionigi e Giuseppe De Matthaeis, Viaggio nelle città di Saturno e Storia di Frosinone 1809-1816, Arezzo: Banca popolare dell'Etruria e del Lazio, 1992; Città di Castello: Edimond, 1997
- Arezzo. Lo spirito del luogo 1800-1930, Arezzo: Banca popolare dell'Etruria e del Lazio, 1993; Città di Castello: Edimond, 1997
- Robert Louis Stevenson, Il club dei suicidi e altre storie, Milano: Mondadori, 1993
- Gualdo Tadino e dintorni. Incrocio di strade e di storie, Arezzo: Banca popolare dell'Etruria e del Lazio, 1993
- Stanley T. Williams, L'Italia in Topolino, Milano: Olivares, 1993; Città di Castello: Edimond, 1997
- Introduzione a Giulia Castelli Gattinara e Mario Verin, Il mondo antico a portata di Roma. In treno e bici ricordando il Grand Tour, «Airone», XIII, 145, maggio 1993
- Piero della Francesca nella cultura europea e americana, Città di Castello: Edimond, 1993
- Nota a Walter de la Mare, La tromba, Palermo: Sellerio, 1993
- Viaggio in Casentino. Una valle nello specchio della cultura europea e americana, 1791-1912, Arezzo: Banca popolare dell'Etruria e del Lazio, 1993; Città di Castello: Edimond, 1997
- Nota a Henry James, Adina, Palermo: Sellerio, 1994
- Cagli e la sua terra. Viaggiatori e memorie, Arezzo: Banca popolare dell'Etruria e del Lazio, 1994; Città di Castello: Edimond, 1997
- Assisi. I luoghi gli itinerari la storia, Città di Castello: Edimond, 1995
- Milano e l'Europa. Viaggiatori e memorie, 1594-1986, Arezzo: Banca popolare dell'Etruria e del Lazio, 1995; Città di Castello: Edimond, 1997
- Edith Wharton, Paesaggi italiani, Milano: Olivares, 1995; poi come Scenari italiani, Torino: Aragno, 2011
- Nota a Francesco Bacone, Saggi, Palermo: Sellerio, 1996
- Le Marche e l'Europa. Viaggiatori stranieri fra il XIX e il XX secolo, Milano: Silvana, 1997
- Siena, una regina gotica. L'occhio del viaggiatore 1870-1935, Arezzo: Banca popolare dell'Etruria e del Lazio, 1997; Città di Castello: Edimond, 1998
- Introduzione a Marco Belogi e Pier Luigi Cavalieri, Le vie dei pellegrini. Itinerari religiosi e spirituali nelle Marche del Giubileo, Ancona: Il lavoro editoriale, 1997
- Viterbo e dintorni nei racconti dei viaggiatori stranieri, Città di Castello: Edimond, 1997
- Cortona e la Valdichiana. Diario di viaggio 1860-1924, Arezzo: Banca popolare dell'Etruria e del Lazio, 1997; Città di Castello: Edimond, 2001
- Empoli e la valle dell'Arno. Guide, viaggiatori e memorie, Città di Castello, Edimond, 1998
- Introduzione a Henry Fielding, Jonathan Wild il grande, Milano: Rizzoli, 1998
- Un artista americano in Toscana: Joseph Pennell (1858-1926), Milano: Silvana, 1999
- Roma giubilare. Itinerari sacri, itinerari profani XVI-XX secolo, Arezzo: Banca popolare dell'Etruria e del Lazio, 1999; Città di Castello: Edimond, 2001
- Torino porta d'Italia, Roma: Editalia, 1999
- Arezzo. Visioni e vedute, supplemento al n. 52 della rivista "Etruria Oggi", 2000; Città di Castello: Edimond, 2001
- Assisi. Nella città di san Francesco, Città di Castello: Edimond, 2000
- Cento e Pieve di Cento sulla via dell'Europa, Cento e Pieve di Cento: Comune, 2000
- Introduzione a Ada Patrizia Fiorillo (a cura di), La Sosta di Cava. Il paesaggio metelliano nella pittura dell'Ottocento, Cava de' Tirreni: Avagliano, 2000
- Nota a Vernon Lee, Dionea e altre storie fantastiche, Palermo: Sellerio, 2001
- Introduzione a Wilkie Collins, La pietra di luna, Milano: Rizzoli, 2001
- Alla ricerca della repubblica ideale, 1. San Marino: i viaggiatori stranieri raccontano; 2. San Marino nello specchio del mondo; 3. San Marino narrata; 4. L'immagine di San Marino nella stampa internazionale fra Ottocento e Novecento; 5. Le Torri della libertà. Gli Stati Uniti d'America e la Repubblica di San Marino, Argelato: Minerva, 2006
- Elisabeth Robins Pennell, Le Alpi in bicicletta, Milano: Archinto, 2002
- Ancona sotto lo sguardo dei viaggiatori stranieri XVI-XX secolo, supplemento al n. 56 della rivista "Etruria Oggi", 2002
- Introduzione a Joseph e Elizabeth Pennell, L'Italia in velocipede, Palermo: Sellerio, 2002
- Su questo lago sublime. Artisti e viaggiatori stranieri sulle rive lariane, Lecco: Banca popolare di Lecco, 2002
- Introduzione a Vernon Lee, L'avventura di Winthrop, Palermo: Sellerio, 2003
- Il paesaggio toscano. L'opera dell'uomo e la nascita di un mito (con Lucia Bonelli Conenna e Giuseppe Cantelli), Siena: Monte dei Paschi di Siena, 2004
- Arezzo. La città e i suoi ritratti, Città di Castello: Edimond, 2005
- Bologna nei taccuini e negli scritti dei viaggiatori stranieri dell'Ottocento, Arezzo: Banca popolare dell'Etruria e del Lazio, 2005
- Casentino. Vedute e immagini tra Ottocento e Novecento, supplemento al n. 63 della rivista "Etruria Oggi", 2005
- Introduzione a Jessie L. Weston, Indagine sul Santo Graal, Palermo: Sellerio, 2005
- Introduzione a William Dean Howells, Panforte di Siena, Pisa: Pacini, 2005
- Quando Firenze cacciò i venerandi fantasmi del passato. Dall'insediamento della Capitale alla questione fiorentina, supplemento al n. 65 della rivista "Etruria Oggi", 2006
- Nota a Vernon Lee, Genius Loci, Palermo: Sellerio, 2007
- Soggiorni senesi tra mito e memoria (con Roberto Barzanti), Siena: Banca Monte dei Paschi di Siena, 2007
- Jonathan Swift, Meditazione su un manico di scopa e altre satire, Milano: Archinto, 2008
- La terza Roma. Dalla città santa alla capitale del Regno d'Italia, Arezzo: Banca popolare dell'Etruria e del Lazio, 2008
- La Valtiberina. Viaggiatori stranieri fra il XIX e il XX secolo, Arezzo: Banca popolare dell'Etruria e del Lazio, 2008
- Introduzione a Nathaniel Hawthorne, Il fauno di marmo, Milano: Rizzoli, 2009
- La scoperta dell'Abruzzo. I paesaggi, i costumi, la gente, Arezzo: Banca popolare dell'Etruria e del Lazio, 2009
- Il viaggio e i viaggiatori in età moderna. Gli inglesi in Italia e le avventure dei viaggiatori italiani (con Elisabetta Federici), Bologna: Pendagron, 2009
- La cascata delle Marmore. Uno scenario del Grand Tour XVII-XVIII secolo (con Simonetta Neri e Gabriella Tomassini), Città di Castello: Edimond, 2010
- Alexander W. Kinglake, Eothen. Viaggio in Oriente, Como-Pavia: Ibis, 2010
- L'Unità d'Italia sotto gli occhi dell'Occidente, 1. La nazione illustrata; 2. La nazione narrata, supplemento al n. 78 della rivista "Etruria Oggi", 2005
- Vernon Lee, Lo spirito di Roma. Fogli di un diario 1895-1905, Arezzo: Banca popolare dell'Etruria e del Lazio, 2010
- Prefazione a Leandro Fernández de Moratín, Viaggio in Italia (1793-1796), Siracusa: Lombardi, 2010
- La Flaminia. La via che cerca il mare (con Simonetta Neri), Città di Castello: Edimond, 2011
- Guida del turista viaggiatore. Itinerari, città e paesaggi: Italia centrale, Milano: Silvana, 2011
- Introduzione a Edith Wharton, Scenari italiani, Torino: Aragno, 2011
- Il viaggio di San Francesco. Itinerari francescani da La Verna ai romitori di Rieti (con Simonetta Neri), supplemento al n. 82 della rivista "Etruria Oggi", 2012
- Edward Hutton, Piazza della Signoria nel cuore di Firenze Argelato: Minerva, 2013
- Introduzione a David F. Dorr, Un uomo di colore in viaggio attorno al mondo, Como-Pavia: Ibis, 2013
- Charles Dickens, Genova, una città che ti prende giorno per giorno, Argelato: Minerva, 2014
- Viaggiatori stranieri fra Romagna e Marche. XIX-XX secolo, Morciano di Romagna: Banca popolare Valconca, 2014
- Viaggio pittorico nella Toscana costiera fra Otto e Novecento, supplemento al n. 88 della rivista "Etruria Oggi", 2014
- Viaggio pittorico nella Maremma Toscana: Colt Hoare, Muller, Ainsley, Pennel, supplemento al n. 89 della rivista "Etruria Oggi", 2014
- All'epoca del Grand Tour. Viaggiatori stranieri lungo le vie consolari, Rimini: Cassa di Risparmio di Rimini, 2015
- Henry James, La luce di Firenze, Argelato: Minerva, 2015
- La Mecca rivelata. Avventure di esploratori europei nelle città sacre dell'Islam, Palermo: Sellerio, 2015
- Il viaggio dell'esilio. Itinerari, città e paesaggi danteschi, Argelato: Minerva, 2015
- Arthur Symons, Firenze, non c'è città dove si vive meglio, Argelato: Minerva, 2016
- Henry James, Nel mio accogliente albergo di Genova, Argelato: Minerva, 2016
- La Roma dei Giubilei. Memorie, cronache e guide dei pellegrini, Torino: Utet, 2016
- Il codice della bellezza, Torino: Intesa Sanpaolo, 2017
- Mary McCarthy, Firenze com'era, Argelato: Minerva, 2017
- Philippe Lefrançois, Genova si può leggere come una mappa, Argelato: Minerva, 2017
- Presentazione di Alberto Satolli, Imago VV. Le rappresentazioni della città di Orvieto dalle origini ad oggi, Orvieto: Istituto Storico Artistico Orvietano, 2017
- Edith Wharton, Milano pittoresca, Argelato: Minerva, 2017
- Edward Hutton, Genova. Un racconto del mare, Argelato: Minerva, 2018
- Il giro del mondo in 8 stanze. Un viaggio attraverso il cosmorama di Hubert Sattler (1817-1904) (con Peter Assmann, Johannes Ramharter e Nina Knieling), Mantova: Tre lune, 2018
- H. V. Morton, Milano. Il teatro alla Scala, Argelato: Minerva, 2018
- H. V. Morton, Il porcellino di Firenze, Argelato: Minerva, 2018
- Il primato della bellezza. Viaggiatori alla scoperta dei tesori d'Italia, Torino: Utet, 2017
- Sidney Morgan, Le incredibili vicissitudini dell'Ultima cena di Leonardo, Bologna: Minerva, 2019
- Marguerite Blessington, Splendore dei palazzi e delizie della cucina a Genova Bologna: Minerva, 2019
- William Dean Howells, Vogliono abbattere Ponte Vecchio, Bologna: Minerva, 2019
- Volterra città di storia e di sogno, Bologna: Minerva, 2019
- Il fragore delle acque. La cascata delle Marmore e la valle di Terni nell'immaginario occidentale (con Simonetta Neri e Gabriella Tomassini), Terni: Comune, 2002